# عبد العزيز المحمد
عبد العزيز المحمد لاعب كرة قدم سعودي و يلعب في الوسط في نادي الحجاز.

## مسيرة اللاعب
لعب سابقاً في أندية الاتحاد في الفئات السنية و بعدها لعب مع التعاون و الوطني و الطائي و جدة و أبها و أحد و الأمل و الجبلين و الدرعية و الحجاز و الأخدود و الريان و وج و الجيل.

## الحياة الشخصية
عبد العزيز هو شقيق كل من اللاعبين ياسر المحمد وعبد الله المحمد.